# Ranton Abbey (parish)
Ranton Abbey var en civil parish 1858–1885 när det uppgick i Ellenhall, i grevskapet Staffordshire i England. Civil parish var belägen 9 km från Stafford och hade 12 invånare år 1881.